# Drilus flavescens
Drilus flavescens är en skalbaggsart som först beskrevs av Geoffroy 1785.  Drilus flavescens ingår i släktet Drilus, och familjen snäckbaggar. Det är osäkert om arten förekommer i Sverige.